# Ayuntamiento de Vigo
El Ayuntamiento de Vigo (en gallego: Concello de Vigo) es el órgano encargado del gobierno y la administración del municipio de Vigo (Galicia, España).
El alcalde de Vigo es Abel Caballero, del Partido dos Socialistas de Galicia (PSdeG). Fue un gobierno apoyado por el Bloque Nacionalista Galego en las elecciones del 2007 y del 2011. Fue elegido en las elecciones municipales de mayo de 2007, reelegido por primera vez en las de 2011, reelegido por segunda vez en las de 2015, en esta ocasión con mayoría absoluta, y reelegido por tercera vez en las de en las de 2019, también con mayoría absoluta. En el Ayuntamiento los escaños están repartidos de la siguiente forma: PSdeG-PSOE: 20, PPdG: 4, Marea de Vigo: 2 y BNG: 1. Siendo el PSdeG-PSOE el único partido que, tanto en mayo de 2011 como en mayo de 2015 y en mayo de 2019,  incrementó su número de votos y escaños con relación a las elecciones de 2007.

## Alcaldes
| Periodo   | Nombre                                               | Partido                                                                            |
| --------- | ---------------------------------------------------- | ---------------------------------------------------------------------------------- |
| 1979-1983 | Manuel Soto Ferreiro                                 | Partido dos Socialistas de Galicia (PSdeG-PSOE)                                    |
| 1983-1987 | Manuel Soto Ferreiro                                 | Partido dos Socialistas de Galicia (PSdeG-PSOE)                                    |
| 1987-1991 | Manuel Soto Ferreiro                                 | Partido dos Socialistas de Galicia (PSdeG-PSOE)                                    |
| 1991-1995 | Carlos González Príncipe                             | Partido dos Socialistas de Galicia (PSdeG-PSOE)                                    |
| 1995-1999 | Manuel Pérez Álvarez                                 | Partido Popular de Galicia (PPdeG)                                                 |
| 1999-2003 | Lois Pérez Castrillo                                 | Bloque Nacionalista Galego (BNG)                                                   |
| 2003-2007 | Ventura Pérez Mariño (2003) Corina Porro (2003-2007) | Partido dos Socialistas de Galicia (PSdeG-PSOE) Partido Popular de Galicia (PPdeG) |
| 2007-2011 | Abel Caballero                                       | Partido dos Socialistas de Galicia (PSdeG-PSOE)                                    |
| 2011-2015 | Abel Caballero                                       | Partido dos Socialistas de Galicia (PSdeG-PSOE)                                    |
| 2015-2019 | Abel Caballero                                       | Partido dos Socialistas de Galicia (PSdeG-PSOE)                                    |
| 2019-2023 | Abel Caballero                                       | Partido dos Socialistas de Galicia (PSdeG-PSOE)                                    |
| 2023-act. | Abel Caballero                                       | Partido dos Socialistas de Galicia (PSdeG-PSOE)                                    |

## Consejo municipal 2023-2027
| Grupo municipal                | Grupo municipal                                  | Concejales | Votos   | %     |
| ------------------------------ | ------------------------------------------------ | ---------- | ------- | ----- |
|                                | Partido de los Socialistas de Galicia            | 19         | 82 313  | 60,86 |
|                                | Partido Popular                                  | 5          | 25 132  | 18,58 |
|                                | Bloque Nacionalista Galego                       | 3          | 15 008  | 11,09 |
| Listas que no alcanzaron el 5% |                                                  |            |         |       |
|                                | Podemos-Marea de Vigo                            | 0          | 6523    | 4,82  |
|                                | Vox                                              | 0          | 3573    | 2,64  |
|                                | Cidadáns (Cs)                                    | 0          | 687     | 0,50  |
|                                | Partido Comunista de los Trabajadores de Galicia | 0          | 481     | 0,35  |
| Total                          | Total                                            | 27         | 150 103 | 100   |

Siguiendo el programa electoral de Abel Caballero, se aprobó a finales del año 2007 con los votos del PSdeG-PSOE y el BNG el Plan General de Ordenación Urbana de Vigo de forma provisional, incluyendo las correcciones del mismo solicitadas por la Junta de Galicia (ese mismo año) y el cambio que consistía en planificar más de un 40% de vivienda con algún tipo de protección en el conjunto de las ordenaciones urbanísticas.
Pese a discrepancias de diversa índole, el grupo de gobierno formado por PSdeG-PSOE y BNG aprobó el documento con el convencimiento de que el Plan General, aún habiendo sido modificado, estaba blindado jurídicamente, algo que hasta la fecha han corroborado los tribunales, puesto que todas las sentencias emitidas han sido favorables a dicho Plan.
En diciembre de 2015 se conoció la sentencia del tribunal supremo que anuló el Plan General.

## Pleno
| Partido político | Partido político                                                                    | 2023   | 2019   | 2015   | 2011   | 2007   | 2003   | 1999   | 1995   | 1991   | 1987   | 1983   | 1979   |
| Partido político | Partido político                                                                    | Ediles | Ediles | Ediles | Ediles | Ediles | Ediles | Ediles | Ediles | Ediles | Ediles | Ediles | Ediles |
|                  | Partido dos Socialistas de Galicia (PSdeG-PSOE)                                     | 19     | 20     | 17     | 11     | 9      | 8      | 7      | 8      | 11     | 11     | 12     | 8      |
|                  | Partido Popular de Galicia (PPdeG)-Alianza Popular (AP)                             | 5      | 4      | 7      | 13     | 13     | 10     | 11     | 15     | 13     | 9      | 11     | 3      |
|                  | Bloque Nacionalista Galego (BNG)-Bloque Nacional-Popular Galego (BN-PG)             | 3      | 1      | 0      | 3      | 5      | 7      | 8      | 4      | 1      | 0      | 0      | 1      |
|                  | Podemos-Esquerda Unida (EU)-Partido Comunista de Galicia (PCG)-Marea de Vigo (MdeV) | 0      | 2      | 3      | 0      | 0      | 0      | 0      | 0      | 0      | 0      | 1      | 3      |
|                  | Progresistas Vigueses (PROVI)                                                       | —      | —      | —      | —      | —      | 2      | 1      | —      | —      | —      | —      | —      |
|                  | Partido Socialista Galego-Esquerda Galega (PSG-EG)                                  | —      | —      | —      | —      | —      | —      | —      | —      | 2      | 5      | —      | —      |
|                  | Centro Democrático y Social (CDS)-Unión de Centro Democrático (UCD)                 | —      | —      | —      | —      | —      | —      | —      | —      | 0      | 2      | 0      | 9      |
|                  | Independiente                                                                       | —      | —      | —      | —      | —      | —      | —      | —      | —      | —      | 3      | —      |
|                  | Unidade Galega (UG)                                                                 | —      | —      | —      | —      | —      | —      | —      | —      | —      | —      | —      | 3      |

## Resultados electorales
| Partido político                                 | 2023  | 2023   | 2023       | 2019  | 2019    | 2019       | 2015  | 2015   | 2015       | 2011  | 2011   | 2011       | 2007  | 2007   | 2007       |
| Partido político                                 | %     | Votos  | Concejales | %     | Votos   | Concejales | %     | Votos  | Concejales | %     | Votos  | Concejales | %     | Votos  | Concejales |
| Partido dos Socialistas de Galicia (PSdeG-PSOE)  | 60,90 | 82 313 | 19         | 67,62 | 101 055 | 20         | 51,82 | 73 533 | 17         | 34,43 | 50 045 | 11         | 29,43 | 44 398 | 9          |
| Partido Popular de Galicia (PPdeG)               | 18,58 | 25 132 | 5          | 13,69 | 20 460  | 4          | 20,52 | 29 110 | 7          | 42,39 | 61 616 | 13         | 44,12 | 66 559 | 13         |
| Bloque Nacionalista Galego (BNG)                 | 11,10 | 15 008 | 3          | 5,66  | 8461    | 1          | 4,83  | 6848   | 0          | 11,26 | 16 374 | 3          | 18,58 | 28 030 | 5          |
| Podemos-Esquerda Unida (EU)-Marea de Vigo (MdeV) | 4,80  | 6523   | 0          | 6,94  | 10 384  | 2          | 11,48 | 16 292 | 3          | 4,53  | 6588   | 0          | 1,59  | 2395   | 0          |

## Evolución de la deuda viva municipal
El concepto de deuda viva contempla sólo las deudas con cajas y bancos relativas a créditos financieros, valores de renta fija y préstamos o créditos transferidos a terceros, excluyéndose, por tanto, la deuda comercial.
| Gráfica de evolución de la deuda viva del Ayuntamiento entre 2008 y 2023                       |
|                                                                                                |
| Deuda viva del Ayuntamiento de Vigo, en miles de euros, según datos del Ministerio de Hacienda |